# برام جولدسميث
برام جولدسميث (بالإنجليزية: Bram Goldsmith) هو مصرفي أمريكي، ولد في 22 فبراير 1923 في شيكاغو في الولايات المتحدة، وتوفي في 28 فبراير 2016 في بيفرلي هيلز في الولايات المتحدة.